# Holmogori járás

A Holmogori járás az Arhangelszki területen

A Holmogori járás (oroszul Холмогорский район) Oroszország egyik járása az Arhangelszki területen. Székhelye Holmogori.

## Népesség
- 1989-ben 35 891 lakosa volt.
- 2002-ben 30 797 lakosa volt.
- 2010-ben 25 061 lakosa volt.